# Praia da Pacuíba
A Praia da Pacuíba está situada ao norte de Ilhabela no estado brasileiro de São Paulo.
Esta cerca de 4 km do final do asfalto, possuí uma estrada de acesso que foi recentemente perenizada, portanto, com leito de excelente qualidade. Pequena, com uma faixa de areia estreita e repleta de pedras, a Pacuíba é uma praia muito procurada por pescadores. Em raras épocas do ano é possível a prática do surf.